# Biedaszkowo (Bydgoszcz)

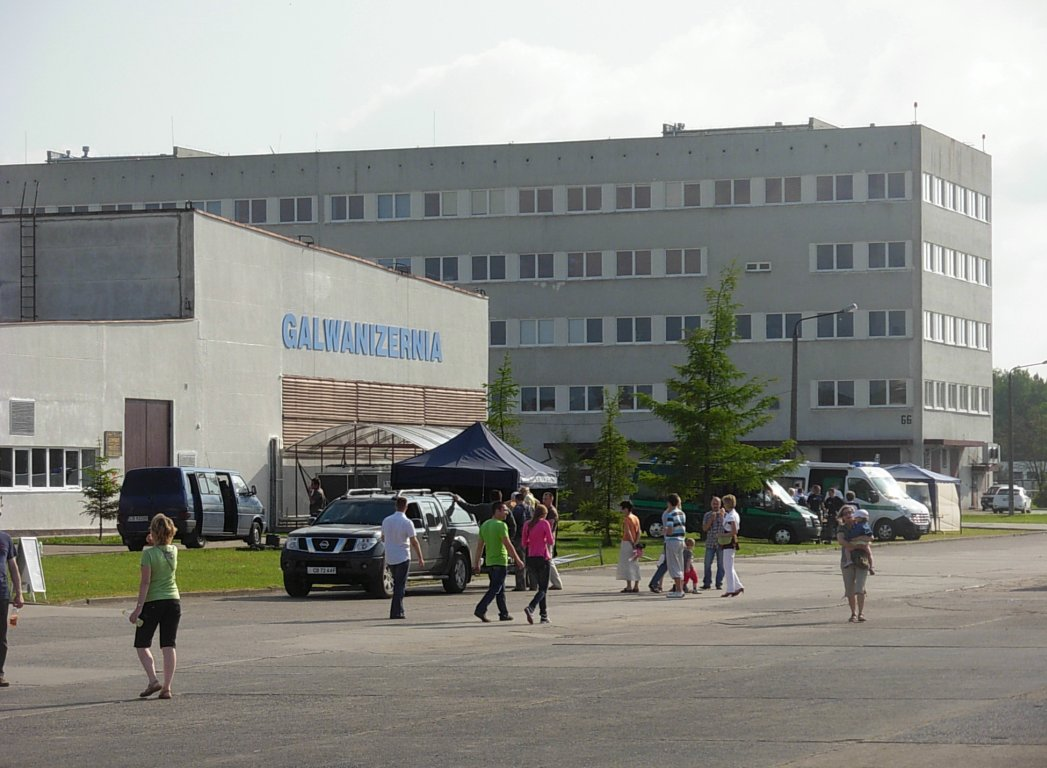
Wojskowe Zakłady Lotnicze nr 2 w sąsiedztwie Biedaszkowa

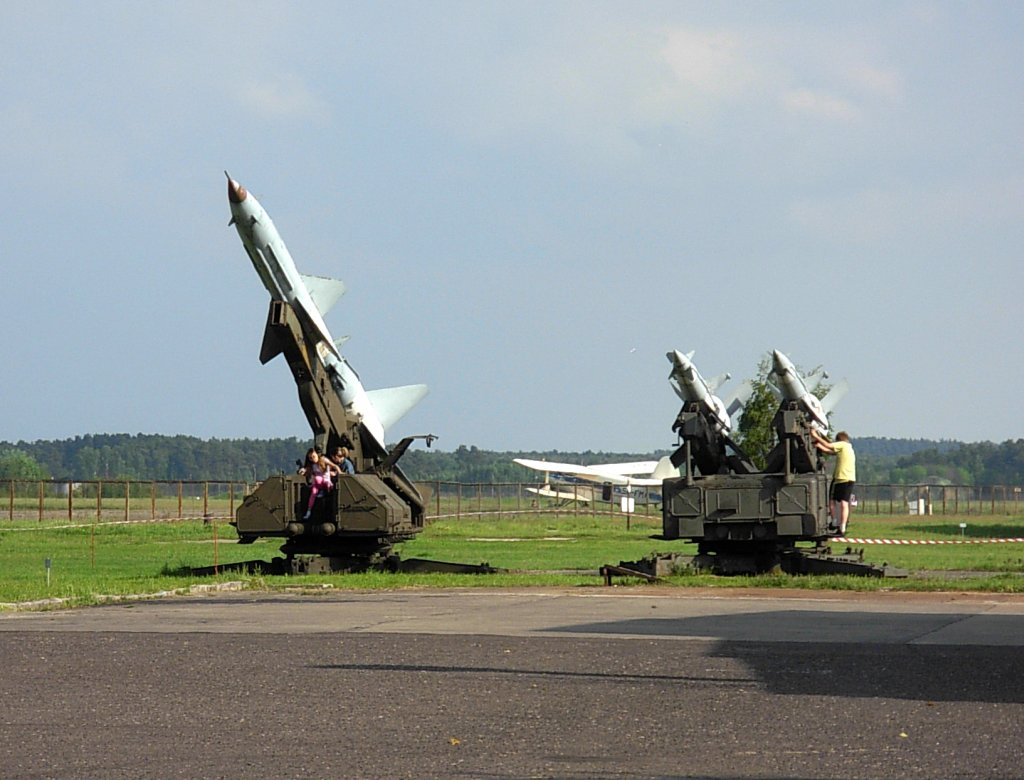
Wystawa na terenie Wojskowych Zakładów Lotniczych

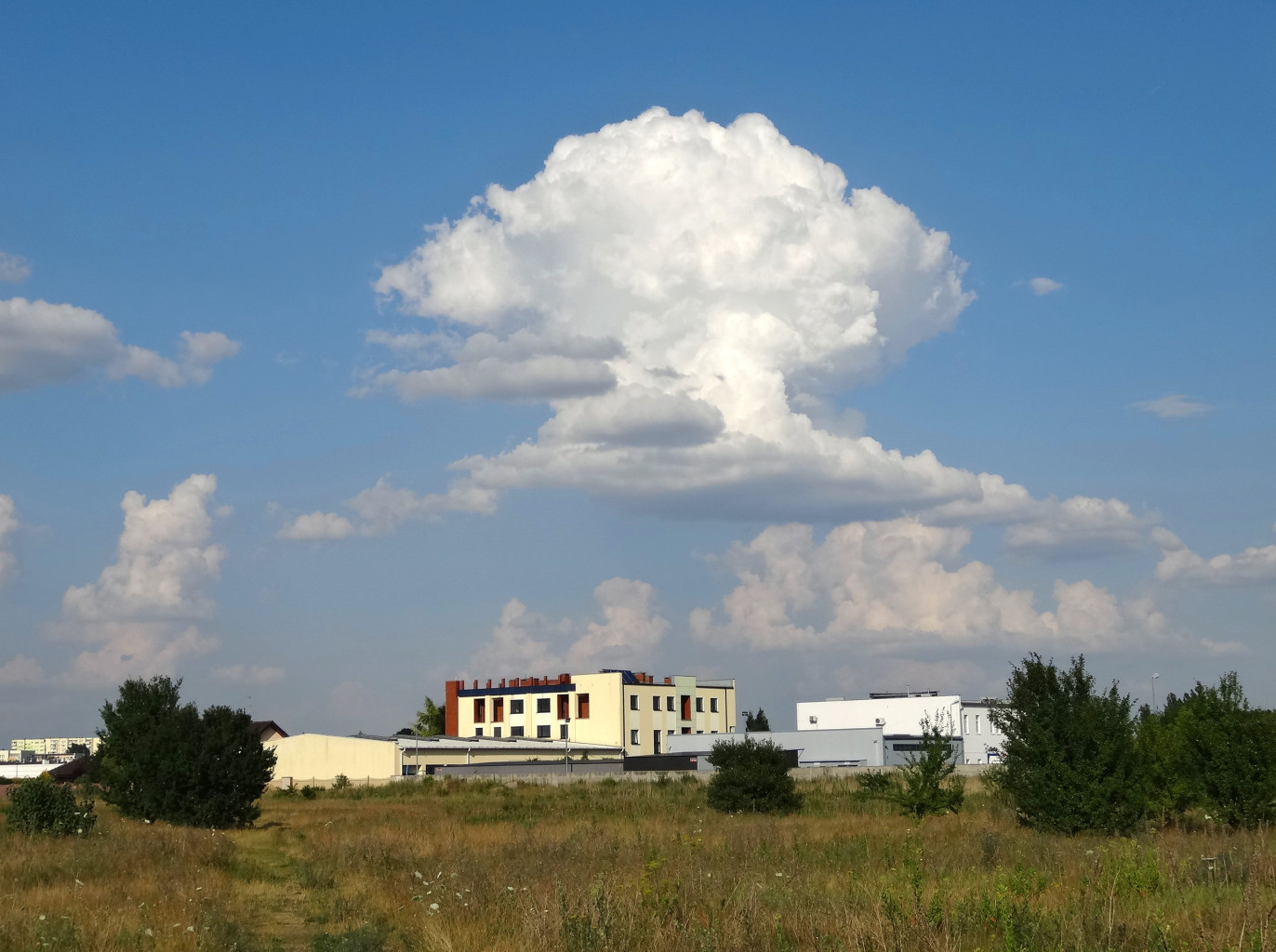
Rozproszona zabudowa

Biedaszkowo (Biedaczkowo – 1818, Müllershof – 1867) – jednostka urbanistyczna (osiedle) miasta Bydgoszczy, położona w jego południowo-zachodniej części. Graniczy z bydgoskim lotniskiem.

## Położenie
Biedaszkowo usytuowane jest w południowo-zachodniej części miasta i zaliczane do osiedli tzw. Górnego Tarasu Bydgoszczy. Sąsiaduje od północy z osiedlem Szwederowo i Górzyskowo, od wschodu z osiedlem Bielice, zaś od południa i zachodu z Lotniskiem.
Pod względem fizycznogeograficznym osiedle leży w obrębie makroregionu Pradolina Toruńsko-Eberswaldzka, w mezoregionie Kotlina Toruńska i mikroregionie Miasto Bydgoszcz Południowe (terasa górna ok. 69–70 m n.p.m.).
Historycznie w skład obecnej jednostki urbanistycznej wchodzi południowy fragment wcielonej w 1920 r. gminy Szwederowo (257 ha) oraz wschodnia część Bielic Nowych (262 ha). Włączona do Bydgoszczy w kwietniu 1920 r. gmina Biedaszkowo (229 ha) nie wchodzi w skład obecnej jednostki urbanistycznej, lecz rozdzielono ją między Górzyskowo i Lotnisko. Folwark Biedaszkowo (niem. Müllershof) znajdował się na terenie zajmowanym przez lotnisko.

## Charakterystyka
Północną granicą osiedla jest ulica Inowrocławska, wschodnią – ul. Bielicka, zaś zachodnią i południową granica Lotniska, mieszczącego zarówno międzynarodowy port lotniczy, jak i pola wzlotów Aeroklubu Bydgoskiego. W sąsiedztwie Biedaszkowa znajduje się Aeroklub Bydgoski wraz z lotniskiem Bydgoszcz-Biedaszkowo.
Znaczną część Bielic zajmują Rodzinne Ogrody Działkowe im. gen. Władysława Sikorskiego, ogrody kpr. Benedy oraz „Szarotka”. W środkowej części znajduje się zajezdnia autobusowa Miejskich Zakładów Komunikacyjnych, przy ul. Inowrocławskiej – zabudowa usługowo-handlowa, a przy ul. Biedaszkowo domy jednorodzinne.
Biedaszkowo administracyjnie należy do osiedla Szwederowo.

### Nazwa
Nazwa Biedaszkowo pochodzi od słowa biedaczek, biedaczkowo – tereny biedne, zaniedbane.

### Ludność
W 1970 r. Biedaszkowo zamieszkiwało 1550 osób, 20 lat później – 220. Gwałtowny spadek wynikał z rozwoju lotniska i związanego z tym ograniczenia obszaru Biedaszkowa. W kolejnych latach liczba mieszkańców wahała się, nie przekraczając jednak 300 osób.

## Historia
Dzieje Biedaszkowa wiążą się ściśle z historią miasta Bydgoszczy. W okresie istnienia I Rzeczypospolitej było osadą należącą do miasta, podobnie jak Bocianowo, Białe Błota, Czajcze Błota, Ciele, Miedzyń, Okole, Nowy Dwór, Szwederowo, Goryczkowo, Wilczak Wielki i Mały, Rupienica, Wilcze, Koziłaszka oraz Wilcze Gardło.
24 października 1733 roku burmistrz i rada miejska wystawili kontrakt olęderski na dzierżawę Biedaczkowa Dorocie i Janowi Kujatom oraz ich spadkobiercom. W 1742 r. folwark ten przynosił miastu ponad 253 zł dochodu, od roku 1763 należał do parafii farnej w Bydgoszczy. W XIX wieku Biedaczkowo było wsią, w której w roku 1878 mieszkało 134 ludzi w 17 domach. W tym samym roku polską nazwę Niemcy zmienili na Müllershof. Folwark położony był nieopodal ulicy Szubińskiej, pod lasem, na podmokłym terenie odwadnianym przez ciek Niziny wpadający do Brdy.
W XIX wieku wyodrębniła się gmina Biedaszkowo, położona między ulicami: Szubińską, Żwirki i Wigury, Biedaszkowo, a od południa lasem. Spis miejscowości rejencji bydgoskiej z 1833 r. podaje, że we wsi Biedaszkowo w powiecie bydgoskim mieszkało 46 osób (45 ewangelików, 1 katolików) w 6 domach. Według opisu Jana Nepomucena Bobrowicza z 1846 r. wieś Biedaszkowo należała do majątku Białebłoto należącego do miasta Bydgoszczy. Kolejny spis z 1860 r. podaje, że we wsi mieszkało 99 osób (71 ewangelików, 28 katolików) w 9 domach. Najbliższa szkoła elementarna znajdowała się w Gorzyszkowie. Miejscowość należała do parafii katolickiej i ewangelickiej w Bydgoszczy. Spis z 1910 r. wykazał, że na Biedaczkowie było 18 budynków i 119 mieszkańców, w tym 33 posługiwało się językiem polskim, a 86 – niemieckim.
W czasie I wojny światowej władze niemieckie zdecydowały o budowie na terenie Biedaszkowa lotniska wojskowego. Na wykupionym przez magistrat terenie o powierzchni 112 ha w latach 1916–1917 urządzono pole wzlotów i zbudowano ok. 10 stalowych, oszklonych hangarów. Do lotniska doprowadzono również bocznicę kolejową połączoną z linią Bydgoszcz-Inowrocław, wzniesiono hamownię, koszary, warsztaty, magazyny, mieszkania dla oficerów, biura sztabu i inne pomieszczenia. Pole wzlotów było trawiaste i miało powierzchnię ok. 88 ha. Stacjonowało tu stale ok. 14-16 samolotów wraz z oficerami i obsługą naziemną (100 osób).
Po przejściu Bydgoszczy do odrodzonego państwa polskiego w 1920 r. gmina Biedaszkowo o powierzchni 229,47 ha została włączona do Bydgoszczy. Poza granicami miasta pozostało jednak leśnictwo Biedaszkówko. Polskie władze nadal rozwijały lotnisko, które oprócz funkcji wojskowej użytkowano dla celów cywilnych (w latach 1929-1933 połączenia lotnicze z Warszawą, Katowicami, Krakowem, Lwowem, Poznaniem, Gdańskiem oraz miastami w Rumunii). Od 1921 r. ulokowano tu ośrodki szkolące kadry lotnicze – pilotów i mechaników. Łącznie w okresie międzywojennym wyszkolono na lotnisku Biedaszkowo ok. 1000 oficerów, podoficerów i szeregowych. Do najbardziej znanych instruktorów-pilotów należeli m.in.: mjr pil. Jerzy Józef Wieniawa-Długoszewski oraz por. pil. Franciszek Żwirko.
W latach 30. wzdłuż ulicy Biedaszkowo zbudowano kolonię bliźniaczych domków jednorodzinnych. Nadal istniał folwark, przeniesiony w pobliże ul. Biedaszkowo (w miejscu obecnej siedziby Aeroklubu Bydgoskiego).
W 1945 r. w pobliżu ul. Szubińskiej (na terenie lotniska) założono Wojskowe Zakłady Lotnicze nr 2, które swymi korzeniami sięgały Lotniczych Warsztatów Polowych z okresu międzywojennego.
Po II wojnie światowej w planach zagospodarowania przestrzennego miasta wśród terenów wyznaczonych pod zabudowę wielorodzinną znajdowało się lotnisko bydgoskie, które miało zostać przeniesione poza miasto (Januszkowo). Nie znalazło to jednak potwierdzenia w późniejszych ustaleniach. Ostatecznie tereny pod budownictwo mieszkaniowe Bydgoszczy znaleziono w dzielnicy wschodniej (Fordon).
W wyniku podziału miasta na jednostki urbanistyczne w latach 60. XX w. teren dawnej gminy został w większości zaanektowany przez lotnisko. Odcięto wówczas ulicę Biedaszkowo, która obecnie nie ma połączenia z Puszczą Bydgoską. Obecna jednostka urbanistyczna stanowi jedynie relikt dawnej gminy. Miejsce folwarku zajmują drogi startowe (betonowa, dwie trawiaste) lotniska Bydgoszcz-Biedaszkowo. W latach 70. na części pola folwarcznego założono zespół ogródków działkowych.
Od 1977 r. na Biedaszkowie planowana była budowa zajezdni tramwajowej, co związane było z planami przedłużenia linii tramwajowej z Wyżyn przez Szwederowo na Błonie. Zgodnie z planami forsowanymi w latach 1977-1981 miała to być zajezdnia dla tramwajów normalnotorowych o prześwicie 1435 mm, dla których budowano już torowiska na al. Wojska Polskiego i ul. Szubińskiej. Kryzys gospodarczy lat 80. zweryfikował jednak te plany. Powrócono do torów o prześwicie 1000 mm, tory na Szubińskiej rozebrano, a plany przeciągnięto w czasie. W 1986 r. oddano do użytku zajezdnię autobusową przy ul. Inowrocławskiej, która później przyjęła rolę głównej bazy komunikacji miejskiej w Bydgoszczy.

## Ulice na Biedaszkowie
- Biedaszkowo
- Górzyskowo (426 m; w 2016 utwardzona kosztem 1 mln 030 tys. 101 zł)[19][20]
- Ciechocińska
- Bielicka